# Aguilar de Segarra (kommunhuvudort)
Aguilar de Segarra är en kommunhuvudort i Spanien.   Den ligger i provinsen Província de Barcelona och regionen Katalonien, i den östra delen av landet, 500 km öster om huvudstaden Madrid. Aguilar de Segarra ligger 542 meter över havet och antalet invånare är 235.
Terrängen runt Aguilar de Segarra är huvudsakligen kuperad, men åt sydväst är den platt. Runt Aguilar de Segarra är det ganska glesbefolkat, med 36 invånare per kvadratkilometer. Närmaste större samhälle är Manresa, 16,3 km öster om Aguilar de Segarra. 